# 第96独立偵察旅団 (ロシア陸軍)
第96独立偵察旅団（ロシア語: 96-я отдельная бригада разведки）とは、ロシア陸軍の旅団の一つである。

## 歴史
- 2015年12月26日に編成された[1]。
- 2017年3月2日にシリアにおいて待ち伏せ攻撃を受け兵士アルチョム・ゴルブノフが戦死。イスラム国の過激派グループの試みを撃退中に亡くなった[2]。
- 2024年12月16日、名誉名「ニジェゴロツカヤ」が割り当てられた[3]。